# När karusellerna sover
När karusellerna sover var SVT:s julkalender 1998. Manuset skrevs av Hans Alfredson.
Serien spelades in vintertid på nöjesfältet Liseberg i Göteborg.
Granskningsnämnden för radio och TV fällde den 19 maj 1999 serien för otillbörligt gynnande av Liseberg eftersom en av seriens figurer, en kanin, ansågs vara snarlik Lisebergskaninen.

## Medverkande
- Jonathan Gillberg − Jack
- Senida Cehajic − Helena
- Claes Malmberg − Manfred
- Mirja Burlin − Kaninen
- Marianne Oskarsson − Misan
- Kelly − lord Lajbans
- Hans Alfredson − tomtegubben
- Magnus Krepper − trollkarlen Igor
- Lisa Alvgrim − piratdrottningen
- Henric Holmberg − överkontrollanten
- Angela Kovács − mamma
- Anna Bjelkerud − Betty
- Lars Väringer − spegelmannen Knut
- Gerd Hegnell − fröken Märta Tipp
- Lena B. Nilsson − Helenas mamma
- Elisabeth Erikson − Emily Nonnen
- Carolina Sandgren − Charlotte Nonnen
- Monica Danielson − Anne Nonnen
- Roland Janson − vaktmästaren Ronald Brötenhög
- Otis Sandsjö − Janne Muskel
- Malte Knapp − Joe
- Ove Wolf − Figge
- Kim Lantz − Stigge
- Magnus Jedvert − Elias
- Mikael Bengtsson − Jacks pappa
- Gunhild Carling − Mary
- Christina Stenius − köksan
- Frida Gustavsson − elev
- Månstråle Dahlström − Anki, Helenas syster
- Mia Ingerberg − Snövit
- Linnea Arfs − Li Yo Wang

## Papperskalender

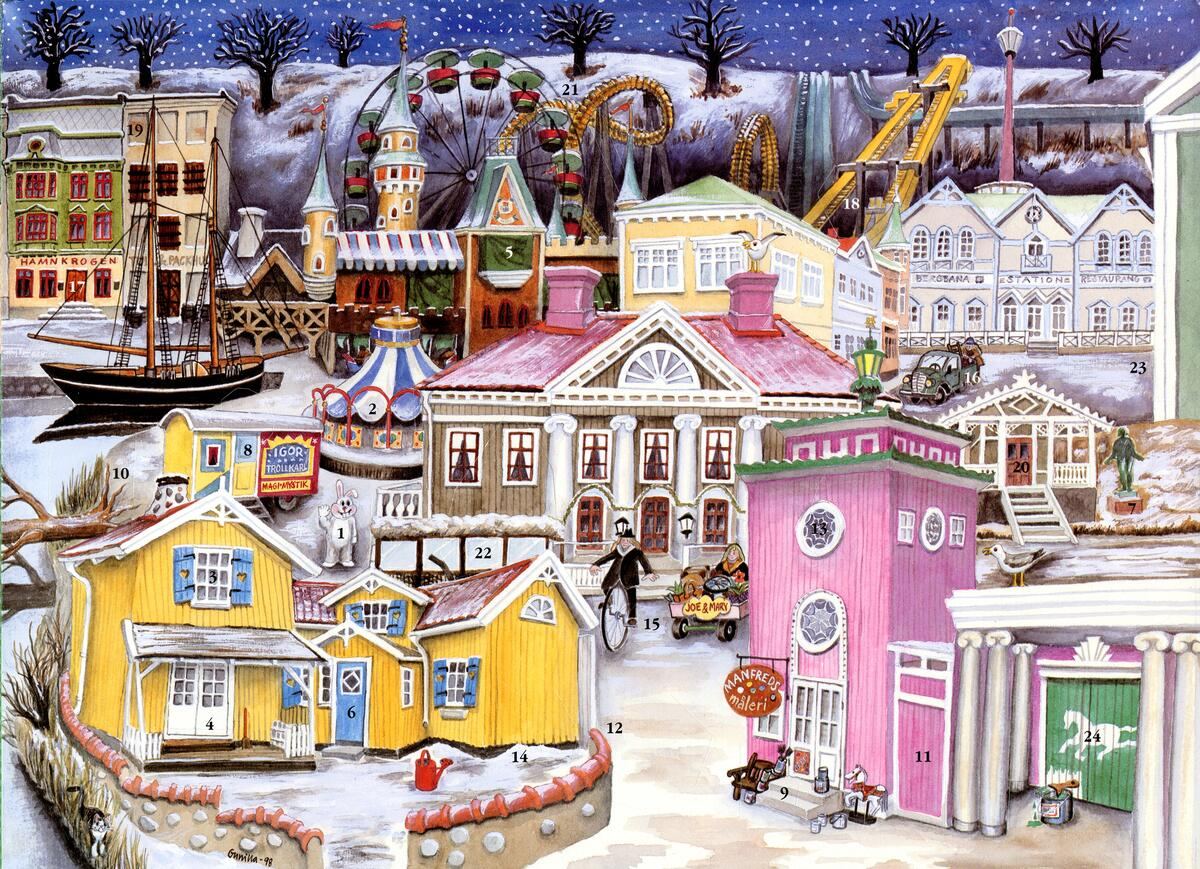
Papperskalender

Papperskalendern ritades av Gunilla Wärnström och föreställer en småstad med ett nöjesfält i bakgrunden.

## Utgivningar
Serien utkom på VHS 1999 och DVD 2006. Musiken från serien utgavs samma år på CD på skivmärket Independent Entertainment.

## Datorspel
I samband med att julkalendern sändes i SVT utgavs ett datorspel med samma namn. I varje avsnitt presenterar kaninen en kod som kan användas för att låsa upp dagens lucka i spelet. Bakom varje lucka finns en överraskning i form av ett minispel eller pussel.
Spelet innehåller röster gjorda av originalskådespelarna från julkalendern, medan allt i bild är tecknat/datoranimerat.
En uppföljare till serien i form av ett datorspel vid namn "Karusellstöten" producerades 1999 av SVT, Brio och Liseberg.